# Gnophomyia lugubris
Gnophomyia lugubris là một loài ruồi trong họ Limoniidae. Chúng phân bố ở miền Cổ bắc.